# Grants (Canada)
Pour les articles homonymes, voir Grants.
Grants est une localité canadienne située sur l'île de Terre-Neuve dans la province de Terre-Neuve-et-Labrador.